# Numberblocks
Numberblocks è una serie televisiva animata per bambini in CGI  creata da Joe Elliot e coprodotta da BlueZoo e Alphablocks Ltd. per BBC. Ha debuttato su CBeebies il 23 gennaio 2017. È prodotta da Mercury Filmworks e Alphablocks Ltd, gli studi che producono anche Alphablocks. Lo spettacolo insegna il conteggio e concetti matematici tramite personaggi e canzoni giocosi. Numberblocks è progettato appositamente per i bambini dai 3 ai 6 anni.

## Premessa
Numberblocks segue le avventure dei personaggi a blocchi a Numberland, con il numero di blocchi che determina quale numero rappresentano e un minuscolo numero nero fluttuante sopra di loro per mostrare di quanti blocchi sono fatti, che chiamano Numberling. Quando uno dei blocchi salta sopra un altro, si trasformano in un personaggio diverso per creare un nuovo numero. Lo spettacolo aiuta i bambini a imparare  competenze di matematica di base, in particolare come contare e fare semplici operazioni aritmetiche. Vengono discussi ed esplorati concetti interi come pari e dispari e fattorizzazione. Anche riferimenti a idee molto più sofisticate vengono presentati visivamente, di solito senza commenti. Sia il teorema di Pitagora, sia la successione di Fibonacci possono essere riconosciuti da spettatori esperti.

## Episodi
Sono state prodotte 9 stagioni di Numberblocks; ogni stagione ha 15-30 episodi. La serie annovera anche 12 speciali.
| Stagione         | Episodi | Prima TV UK | Prima TV ITA |
| ---------------- | ------- | ----------- | ------------ |
| Prima stagione   | 15      | 2017        | 2018         |
| Seconda stagione | 15      | 2017        | 2018         |
| Treza stagione   | 30      | 2018-2019   | 2018-2019    |
| Quarta stagione  | 30      | 2019        | 2019-2020    |
| Quinta stagione  | 30      | 2021        | 2021-2022    |
| Sesta stagione   | 15      | 2024        | 2024         |
| Settima stagoine | 15      | 2024        | 2024         |
| Ottavo stagoine  | 30      | 2025        | TBA          |
| Nono stagoine    | TBA     | TBA         | TBA          |

## Doppiaggio
Uno: Valentina Pallavicino
Due: Matteo de Mojana
Tre: Chiara Leoncini
Quattro: Matteo Brusamonti
Cinque: Tania De Domenico
Sei: Jessica di Muro
Sette: Dario Sansalone
Otto: Diego Baldoin
Nove: Davide Fumagalli
Dieci: Martina Parodi

## Riconoscimenti
Nel 2017, lo show è stato candidato per un premio BAFTA nella categoria "Apprendimento".